# Химна навијача Партизана
Химна навијачка Партизана је званична химна Спортског друштва Партизан. Написао ју је Слободан Новаковић, а аранжирао Корнелије Ковач у издању Дискотона. Химну је отпевао Саша Алекс. Пратећи вокал био је Бора Ђорђевић.

## Историја
Химна навијача Партизана први пут је јавно изведена 4. октобра 1975. године, пре утакмице са Челиком, на прослави тридесетог рођендана клуба.